# NGC 4808
NGC 4808 је спирална галаксија у сазвежђу Девица која се налази на NGC листи објеката дубоког неба.
Деклинација објекта је + 4° 18' 13" а ректасцензија 12h 55m 48,9s. Привидна величина (магнитуда) објекта NGC 4808 износи 11,6 а фотографска магнитуда 12,3. Налази се на удаљености од 20,162 милиона парсека од Сунца. NGC 4808 је још познат и под ознакама UGC 8054, MCG 1-33-28, CGCG 43-71, IRAS 12532+0434, PGC 44086.